# Action possessoire en droit français
Ne doit pas être confondu avec Action pétitoire.
En droit français, l'action possessoire était une action en justice qui ne portait pas sur le droit lui-même mais sur une situation de fait. Cette action permettait notamment de remettre en possession quelqu'un qui aurait été évincé de son bien immobilier par la violence (entendue au sens du droit civil). Elle n'existe plus en droit français depuis la loi du 16 février 2015 relative à la modernisation et à la simplification du droit et des procédures dans le domaine de la justice et des affaires intérieures. Elle est en partie remplacée par le référé possessoire.

## Historique
Les origines de la complainte possessoire et de la dénonciation de nouvel œuvre remontent à la « complainte en cas de saisine et nouvelleté » (dont « nouvelleté » équivaut à la possession troublée; XIVe siècle) de la procédure des parlements qui prend comme postulat que la situation apparente (saisine) correspond probablement au droit. L'Ancien Régime a rétabli la position du droit coutumier en scindant la complainte en deux actions distinctes : la complainte pour dessaisine et celle pour nouveau trouble. En revanche, la réintégrande apparaît plus tôt en droit canonique sous le nom de condictio ex canone redintegranda (IXe siècle), plus tard actio spolii (XIIe siècle), et plus précisément dans une source bien singulière de ce droit : les fausses décrétales (Decretum Gratiani). Elle a été reçue en droit féodal sous le nom de nouvelle dessaisine, plus tard « complainte pour force », et enfin action de réintégrande (Ordonnance de 1667). Une fois le possesseur réintégré dans son bien, celui qui se prétend véritable propriétaire peut intenter une action en revendication (qui permet de se prévaloir de son droit et non d'une situation de fait).
Ces actions ont fait partie notamment du droit civil en France, et à l'exception de la dénonciation, restent en vigueur en Autriche, Belgique, Italie, au Luxembourg, en Suisse et au Québec.

## Action possessoire ou référé?
L'action possessoire était peu utilisée en pratique. Les praticiens lui préfèraient la procédure de référé, qu'ils connaissent bien. L'avantage de la procédure de référé par rapport à l'action possessoire est :
- d'une part, d'éviter une mise en état longue et onéreuse alors qu'il y a urgence (l'assignation en référé permet la plupart du temps de comparaître devant le juge dans le mois de sa saisine) ;
- d'autre part, de bénéficier de la souplesse du référé qui est une procédure orale, avec possibilité de donner de nouveaux arguments ou de communiquer in extremis de nouvelles pièces, alors que la procédure écrite de l’action possessoire ne le permet pas après l'ordonnance de clôture.

## Les actions possessoires en droit civil français
Les actions possessoires, qui sont prévues par les articles 1264 et suivants du code de procédure civile, visent à protéger la possession sans avoir égard au fond du droit, contre le trouble qui l'affecte, ou qui la menace.
Les actions possessoires ne sont ouvertes qu'à ceux qui réunissent les conditions de la possession. Le possesseur respectant les conditions de la possession peut donc agir.
Mais, le détenteur paisible ou précaire d'une chose peut agir également : il s'agit de celui qui exerce la maîtrise sur une chose, mais en vertu d'un acte juridique. Mais, il ne peut jamais exercer ces actions contre la personne dont il tire ses droits
L'ancien article 2279 du Code civil, qui posait l'existence des actions possessoires, a été abrogé par la loi n°2015-177 du 16 février 2015 relative à la modernisation et à la simplification du droit et des procédures dans les domaines de la justice et des affaires intérieures. De la même manière, la mention des "actions possessoires" qui subsistait tant dans le Code de procédure civile que dans le Code de l'organisation judiciaire, a disparu avec le décret n°2017-892 du 6 mai 2017. La circulaire qui accompagnait la loi est venue confirmer la suppression de l'article 2279 du Code civil, supprimant, par voie de conséquence, la mention dans la loi du recours possible aux actions possessoires et, implicitement, les dispositions réglementaires d'application de cet article, soit les articles 1264 et 1267 du Code de procédure civile. Il en est de même de celle résultant de l'article R. 211-4 du Code de l'organisation judiciaire, qui attribuait compétence au tribunal de grande instance pour les actions immobilières pétitoires et possessoires. Or, la protection de la possession étant toujours une réalité (cf. article 2278 du Code civil), si une action possessoire entendue d'une action visant à protéger la possession sans trancher le fond du droit, devait être portée devant le tribunal de grande instance, il ne serait pas compétent au titre de ce texte, mais au titre de sa compétence générale.

### Conditions et régimes communs aux trois actions

#### Délai
Concernant la durée de la possession, le code de procédure civile impose une possession ou une détention parfaite d'un an. Mais seule la dernière année est prise en compte. (Ex. : Une possession est parfaite pendant 10 ans, elle devient viciée pendant 1 an : l'action n'est pas ouverte. Une possession est viciée pendant 5 ans, puis devient parfaite pendant 1 an : l'action est ouverte).
 Mais, pour l'action en réintégration, le trouble à l'origine de l'action est tellement grave, le délai d'un an n'est pas nécessaire.
L'action possessoire doit être exercée dans un délai d'un an à compter du trouble.

#### Compétence
Depuis 2006, le tribunal territorialement et matériellement compétent est le tribunal de Grande Instance du lieu de situation du bien.

#### Non-cumul des actions
La règle du non-cumul entre les actions possessoires et pétitoires (action qui met en cause un droit réel immobilier, notamment le droit de propriété, cette action touche au fond du droit) signifie que celui qui agit directement une action pétitoire voit toute action possessoire fermée.
Celui qui agit d'abord au possessoire, peut néanmoins par la suite exercer une action pétitoire.
Le défendeur au pétitoire (le possesseur ici) peut immédiatement agir au possessoire, même en cours d'instance.
Le défendeur au possessoire (celui à l'origine du trouble) ne peut se retourner contre le possesseur au pétitoire que s'il a mis fin au trouble. Il ne pourra exercer l'action pétitoire que s'il exécute la décision intervenue au possessoire.
Lors de l'action possessoire, le Juge ne peut jamais s'intéresser au fond du droit.

### L'action en complainte
Il s'agit de l'action qui va être dirigée contre les troubles actuels, qui affectent la possession. Il importe peu que le troubles soient de fait (comme une atteinte matérielle ; exemple : pose d'une clôture, d'un cadenas) ou de droit (comme une prétention à des loyers).
Si le juge considère qu'il y a possession et que le trouble est actuel, il peut prononcer une "maintenu possessoire" : le Juge peut ordonner la suppression des travaux, la modification des travaux, à l'origine du trouble, le cas échéant sous astreinte. À ceci s'ajoute le possible octroi de dommages et intérêts pour le possesseur.

### La dénonciation de nouvel œuvre
Cette action est préventive : elle permet une action avant même qu'un trouble, un préjudice, apparaisse. Cette action permet d'obtenir la suspension de travaux qui, s'ils étaient poursuivis, causeraient un trouble à la possession.
Les travaux causant le trouble doivent avoir commencé. Mais le trouble ne doit pas être actuel : il ne doit s'agir que d'une menace de trouble. Les travaux doivent toujours être faits sur un terrain voisin. S'ils sont faits sur le terrain du possesseur, la complainte s'applique.
Cette action, si elle aboutit, permet d'obtenir la simple suspension des travaux en cause.

### L'action en réintégration
Le trouble qui ouvre la possibilité de cette action, doit être une dépossession violente. La violence étant interprétée très largement (voies de fait, menace, empêchement matériel de pénétrer sur le terrain possédé...). La dépossession correspond à la perte de son bien par le possesseur.
L'action en réintégration permet la réintégration du possesseur dans la possession : elle vise à récupérer une possession perdue.
Si l'action aboutit, le juge peut ordonner la restitution de l'objet précédemment possédé ; avec, remise en état de celui-ci, s'il a été détérioré. À ceci s'ajoute le possible octroi de dommages et intérêts pour le possesseur.